# 李時啓
李時啓（1580年—？），字祯甫，福建漳州府平和县軍籍，明朝政治人物。

## 生平
万历三十一年（1603年）癸卯科福建乡试举人，萬曆三十五年（1607年）丁未科進士，吏部觀政，萬曆三十六年（1608年）授江西新喻知县，以清為治，民苦徵輪，多逃亡，時啟給農具勸之，凡錢糧皆官解，不以擾民。萬曆四十三年（1615年）升户部主事，丁憂去職。萬曆四十六年（1618年）服闕，除户部浙江司主事。萬曆四十七年（1619年）浒墅鈔关，升湖廣司员外郎，時三吴薦饥，为疏通舟楫，使饥民得食。天启二年（1622年）升戶部廣東司郎中，同年升常德府知府。天啟五年（1625年）升云南副使。以魏忠贤柄权，拂袖歸裡。魏忠賢败，起為浙江参政，不赴任。

## 家族
曾祖李謹，教谕。祖父李約，王府典膳。父李孟瑜，王府教授。前母江氏，母陈氏。慈侍下。兄應軫、應辰、應箕、李甫文（知府）、甫甲（贡士）。弟志弘（贡士）、李彬（贡士）、應斗、應星。